# Dendronephthya mollis
Dendronephthya mollis är en korallart som beskrevs av Holm 1895. Dendronephthya mollis ingår i släktet Dendronephthya och familjen Nephtheidae. Inga underarter finns listade i Catalogue of Life.